# Sant Andreu (Barcelona)
Sant Andreu ist der neunte der zehn Stadtbezirke der katalanischen Hauptstadt Barcelona. Er hat 151.000 Einwohner (Stand: 2021) und ist entstanden aus einer bereits im 19. Jahrhundert rasch anwachsenden Stadt, die 1897 nach Barcelona eingemeindet wurde.

Die 7 Stadtviertel von Sant Andreu

## Stadtviertel im Bezirk
Der Stadtbezirk gliedert sich in folgende sieben Stadtviertel:
| Code | Name                     | Einwohner (2009) | Fläche (ha) | Einwohnerdichte (Personen/ha) |
| ---- | ------------------------ | ---------------- | ----------- | ----------------------------- |
| 57   | Trinitat Vella           | 10.574           | 81,0        | 130,6                         |
| 58   | Baró de Viver            | 2.372            | 23,0        | 103,2                         |
| 59   | Bon Pastor               | 13.808           | 188,2       | 73,4                          |
| 60   | Sant Andreu de Palomar   | 55.813           | 184,1       | 303,1                         |
| 61   | La Sagrera               | 29.002           | 97,2        | 298,3                         |
| 62   | El Congrés i els Indians | 14.111           | 40,7        | 346,7                         |
| 63   | Navas                    | 21.858           | 42,3        | 516,4                         |
| VIII | Sant Andreu              | 147.538          | 656,5       | 224,7                         |